# Influence littéraire d'Edgar Allan Poe
Les œuvres d’Edgar Allan Poe ont eu une large influence sur la littérature américaine et mondiale (parfois même en dépit de ceux qui prétendaient le critiquer), et même, au-delà de la littérature, dans l'ensemble du monde de l'art.

## Littérature américaine
La réputation littéraire de Poe aux États-Unis est inférieure à ce qu'elle est dans le reste du monde, parce que considérée comme trop macabre, malgré les efforts de ses amis et de ses admirateurs, notamment James Russell Lowell, selon lequel Poe est « le critique le plus exigeant, le plus philosophique et le plus intrépide » d'Amérique. L'influence des diffamations de Rufus Griswold continuent à le desservir auprès du monde littéraire américain.
Cependant, plusieurs écrivains américains comme Walt Whitman, le nouvelliste Edward Page Mitchell (1852-1927), Lovecraft, William Faulkner et Herman Melville ont été largement influencés par son œuvre. Nathanael West a repris le sujet et l'humour noir de L'Homme qui était refait pour son troisième roman, A Cool Million. Flannery O'Connor, qui a grandi en lisant les textes satiriques de Poe, a revendiqué l'influence de Poe sur son œuvre.
Walt Whitman louait l'écriture de Poe, considérant qu'il était à classer « parmi les feux électriques de la littérature américaine, le brillant et l'éblouissant », bien qu'il ait critiqué son manque de didactisme. T. S. Eliot, qui s'est souvent montré tout à fait hostile à Poe, le décrivant comme ayant « l'intellect d'une personne pré-pubère hautement douée », professait qu'il était impressionné, cependant, par le talent de Poe comme critique littéraire, parlant de lui comme « le plus direct, le moins pédant, le moins doctoral des critiques écrivant à son époque n'importe où en Amérique ou en Angleterre ». Mark Twain est également un critique acéré de Poe. « Pour moi, sa prose est illisible - comme celle de Jane Austen », écrit-il le 18 janvier 1909 dans une lettre à William Dean Howells.
Dans Le Loup des mers de Jack London, Humphrey Van Weyden, prototype de l'intellectuel distingué, prépare un article sur « la place d'Edgar Poe dans la littérature américaine » quand il est mis en présence de Loup Larsen, tenant de la force brutale. En janvier 1911, de passage à Baltimore, London se rase complètement la tête et se fait photographier devant la tombe de Poe.

## Littérature française
En France, où il est communément connu sous le nom d'« Edgar Poe », les premiers contes traduits sont William Wilson, édité par Pierre Gustave Brunet dans La Quotidienne  les 3 et 4 décembre 1844, La Lettre volée, parue anonymement dans Le Magasin pittoresque et dans L'Écho de la presse en juin 1845, et Le Scarabée d'or, publié dans La Revue britannique par Amédée Pichot en novembre 1845.
Le 11 juin 1846, Pierre Gustave Brunet publie dans La Quotidienne une adaptation de Double assassinat dans la rue Morgue, donnée comme une production originale, sous le titre de L'Orang-Outang. Le 12 octobre, Le Commerce fait paraître une traduction intégrale du conte, œuvre d'« Old Nick », nom de plume de Paul Émile Daurand Forgues (1813-1883), déjà traducteur d'Une Descente dans le Maelstrom pour La Revue britannique, en septembre 1846,. Un troisième journal, La Presse, accuse Forgues d'avoir plagié le texte de La Quotidienne. Pour se défendre, Forgues explique que l'histoire n'est pas un plagiat, mais la traduction des « contes d'E. Poe, littérateur américain ». Il fait paraître, le 15 octobre, une étude consacrée à Poe dans la Revue des Deux Mondes. Quand La Presse prétend rejeter l'explication de Forgues, celui-ci réplique par un procès en diffamation, au cours duquel il ne cesse d'affirmer : « Avez-vous lu Edgar Poe ? Lisez Edgar Poe. » La notoriété de ce procès fait bientôt connaître le nom de Poe à travers Paris, attirant l'attention de nombreux poètes et écrivains. Ainsi, Gérard de Nerval cite Edgar Poe, orthographié « Edgard Poë », dans Les Nuits d'octobre, en 1852.

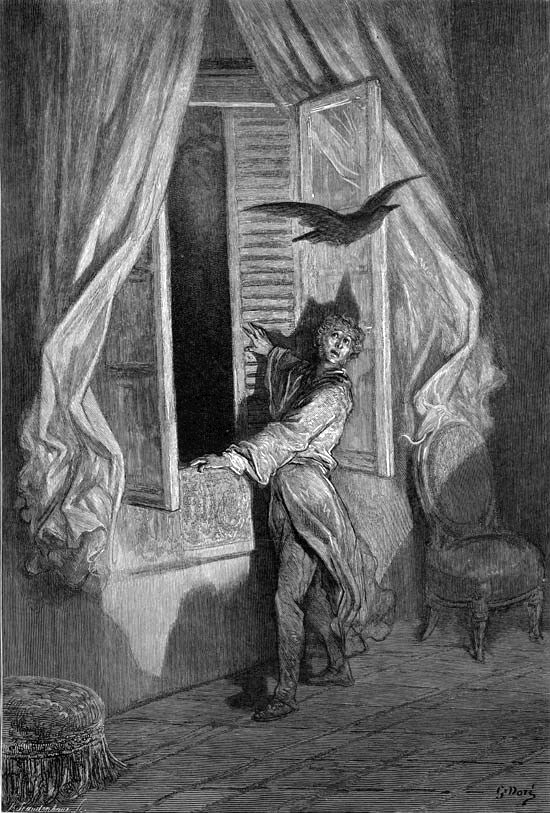
Illustration du Corbeau d'Edgar Allan Poe par Gustave Doré, en 1884.

Plus significativement, Charles Baudelaire traduit une grande partie des contes de Poe et plusieurs de ses poèmes. Cette traduction de grand style crée une vogue autour de Poe parmi l'avant-garde littéraire française, tandis qu'il est alors ignoré dans son pays natal. Par ailleurs, dans une ébauche des Fleurs du mal, Baudelaire met Poe dans la liste d'auteurs qu'il a imités, et certains critiques ont avancé l'idée que Poe aurait exercé une influence prépondérante sur la poésie baudelairienne. Ce dernier trouve également en Poe un exemple de ce qu'il regarde comme les éléments destructeurs de la société bourgeoise. Poe lui-même était un critique de la démocratie et du capitalisme (dans son conte Mellonta Tauta, Poe écrit : « la démocratie est une forme de gouvernement réellement admirable… pour les chiens »), et l'image de tragique pauvreté et de misère qu'offre la biographie de Poe semble, pour Baudelaire, l'ultime exemple de la capacité de la bourgeoisie à détruire le génie et l'originalité.
Jules Verne publie en 1864 dans le Musée des familles, un article intitulé Edgard Poe et ses œuvres, il est parmi les rares critiques à déceler l'importance des Histoires extraordinaires dans la littérature mondiale. Même si l'auteur des Voyages extraordinaires reproche à son modèle ses invraisemblances scientifiques, il le suit volontiers sur les chemins du mystère. 
Sollicité par Baudelaire pour écrire un article critique sur Poe à l'occasion de l'édition des Histoires grotesques et sérieuses, Hippolyte Taine lui répond le 30 mars 1865 : « J'admire beaucoup Poë: c'est le type germanique anglais à profondes intuitions, avec la plus étonnante surexcitation nerveuse. Il n'a pas beaucoup de cordes, mais les trois ou quatre qu'il a vibrent d'une façon terrible et sublime. Il approche de Heine ; seulement tout chez lui est poussé au noir, l'alcool a fait son office. Mais quelle délicatesse et quelle justesse dans l'analyse! »
De même, Jules Barbey d'Aurevilly, qu'une amitié lie à Baudelaire depuis 1853, juge comme lui Poe « aristocrate » et « né pour être poète » mais aussi « américain quoi qu'il fasse », considérant que, s'il a de prodigieuses capacités d'analyse, il les gâche « en chaussant l'appareil de la technologie » et en détruisant le merveilleux contenu dans ses contes par des explications rationnelles.
En 1897, Jules Verne publie Le Sphinx des glaces, qui fait suite au roman Les Aventures d'Arthur Gordon Pym d'Edgar Allan Poe, publié en 1838. L'action, qui débute aux îles Kerguelen, se poursuit au sein du continent antarctique. Si Jules Verne propose une fin rationnelle à la fin du récit (là où celle de Poe était fantastique, voire mystique), l'auteur français ne cache pas son admiration pour l'auteur américain.
Les artistes symbolistes ont également voué un véritable culte à Poe. Stéphane Mallarmé a traduit une grande partie de ses poèmes, accompagnés d'illustrations d'Édouard Manet et lui a dédicacé plusieurs poèmes. Il a également écrit Le Tombeau d'Edgar Poe à l'occasion de l'érection d'un monument en l'honneur du poète américain à Baltimore, en 1875 ; ce poème a été édité à Baltimore en 1877. Parmi les principaux admirateurs de Poe, on peut, de même, citer Auguste de Villiers de l'Isle-Adam, dont les contes doivent beaucoup à Poe, Paul Valéry et Marcel Proust. Gustave Doré a également illustré des textes de Poe, comme Le Corbeau.
Les surréalistes ont eux aussi exprimé un grand intérêt pour l'œuvre de Poe. André Breton l'a ainsi intégré dans son Anthologie de l'humour noir, affirmant qu'il « est surréaliste dans l'aventure ».

## Royaume-Uni
De France, les œuvres de Poe traversent la Manche. Les vers d'une grande musicalité d'un Algernon Swinburne doivent beaucoup à la technique de Poe. Oscar Wilde appelle Poe « ce merveilleux seigneur de l'expression rythmique » et puise dans l'œuvre de Poe pour son roman Le Portrait de Dorian Gray et ses contes.
Le poète et critique W. H. Auden revitalise l'intérêt pour l'œuvre de Poe, notamment ses travaux critiques. Auden affirme, au sujet de Poe : « Ses portraits d'états anormaux ou auto-destructeurs favorisèrent nettement Dostoïevski, son héros ratiocinant fut l'ancêtre de Sherlock Holmes et ses nombreux successeurs, ses contes futuristes menèrent à Herbert George Wells, ses histoires d'aventures à Jules Verne et à Robert Louis Stevenson ».
D'autres écrivains anglais, comme Aldous Huxley, cependant, l'apprécient nettement moins. Huxley considère Poe comme l'incarnation de la vulgarité en littérature.
L'écrivain anglo-américain Henry James, de son côté, exécute l'œuvre de Poe dans une formule lapidaire restée fameuse : « Un enthousiasme pour Poe est le signe d'un niveau d'intelligence primitif ». Cependant, il lui doit la distinction entre la « fancy » et l'« imagination », et il lui arrive d'imiter son style.

## Russie
En Russie, la poésie de Poe a été traduite par le poète symboliste russe Constantin Balmont et a connu une grande popularité en Russie à la fin du XIXe et au début du XXe siècle, influençant des artistes comme Nabokov, qui fait plusieurs fois référence à l'œuvre de Poe dans son célèbre roman Lolita.
Fiodor Dostoïevski qualifie Poe d'« écrivain prodigieusement doué », rédigeant une critique très favorable de ses histoires policières. Dans sa « préface » aux Trois récits d'Edgar Poe (1861), il oppose au « fantastique romantique » d'Hoffmann le « fantastique matériel » de Poe, dont il admire la puissance imaginative, qui se manifeste, selon lui, dans « la force des détails » et dans l'art de suggérer le caractère plausible d'événements surnaturels. Dans son roman Les Frères Karamazov, on trouve une brève allusion au Corbeau et, selon Roman Jacobson, Dostoïevski lui doit pour une bonne part la scène du cauchemar d'Ivan Karamazov. Par ailleurs, il a été suggéré que le héros de Crime et châtiment, Raskolnikov, est inspiré en partie de Montresor, le personnage de La Barrique d'Amontillado, et que le policier doit beaucoup au chevalier Auguste Dupin. Dostoïevski a contribué à populariser Poe en Russie, où il est devenu l'un des auteurs américains les plus lus; entre 1918 et 1959, environ 900 000 exemplaires des œuvres de Poe ont été imprimés en Union soviétique.

## Autres pays
L'écrivain argentin Jorge Luis Borges est un grand admirateur de l'œuvre de Poe et a traduit ses histoires en espagnol. Nombre des personnages des histoires de Borges sont empruntés directement aux contes de Poe, et, dans plusieurs de ces histoires, Poe est mentionné nominalement. Un autre écrivain argentin, Julio Cortázar, a traduit en espagnol la totalité des fictions et des essais de Poe.
Poe a également exercé une influence sur le poète et écrivain suédois Viktor Rydberg, qui a traduit une part considérable des œuvres de Poe. Un auteur japonais a adopté pour pseudonyme Edogawa Ranpo, qui correspond à la prononciation du nom d'Edgar Allan Poe (« Ed' gaw Arran Po ») dans cette langue. L'auteur allemand Thomas Mann, dans son roman Les Buddenbrook, décrit un personnage lisant les contes de Poe et affirme avoir été influencé par son œuvre. Friedrich Nietzsche se réfère à Poe dans son chef-d'œuvre Par-delà bien et mal, et plusieurs prétendent que Poe a exercé une influence évidente sur le philosophe.

## Histoires policières
Contemporain de Balzac, Poe est souvent considéré comme l'inventeur du genre policier, avec les trois aventures du chevalier Auguste Dupin, la plus célèbre étant Double assassinat dans la rue Morgue. Il a écrit également des histoires policières satiriques, comme Thou Art the Man. Il a inspiré les auteurs policiers qui sont venus après lui, particulièrement Arthur Conan Doyle dans ses aventures de Sherlock Holmes. Bien qu'Auguste Dupin ne soit pas le premier détective dans la littérature, il est devenu l'archétype pour tous les détectives ultérieurs, et Doyle fait lui-même référence à Auguste Dupin dans l'aventure de Sherlock Holmes intitulée Une étude en rouge, dans laquelle Watson compare Holmes à Dupin, ce qui déçoit Holmes. Les auteurs policiers, aux États-Unis, ont appelé leur prix d'excellence dans le genre les « Edgars ». En France, Émile Gaboriau a été très influencé par Poe, de même que Gaston Leroux, qui reprend la figure de la Mort rouge dans une scène de son roman Le Fantôme de l'Opéra.

## Science-fiction et horreur
Poe a profondément influencé le développement des débuts de l'auteur de science-fiction Jules Verne, qui parle de Poe dans son essai Poe et ses œuvres et a écrit une suite du roman de Poe, Les Aventures d'Arthur Gordon Pym, intitulée Le Sphinx des glaces. Herbert George Wells, en parlant de la construction de ses romans principaux, La Guerre des mondes et Les Premiers Hommes dans la Lune, note que « Pym dit ce qu'un esprit vraiment intelligent pouvait imaginer sur la région du Pôle Sud, il y a un siècle ».
Auteur de science-fiction renommé, Ray Bradbury, qui s'est largement inspiré de Poe et ne s'est jamais caché de son adoration, a écrit un chapitre entier dans ses Chroniques martiennes combinant des bribes et des personnages des œuvres de Poe dont Le Masque de la mort rouge et Le Puits et le pendule a également professé une grande passion pour Poe. Son histoire contre la censure, Usher II, imagine un futur où les œuvres de Poe (et de plusieurs autres auteurs) sont censurées et décrit un excentrique qui construit une maison inspirée du conte de Poe, La Chute de la Maison Usher.
Avec Mary Shelley, Poe est souvent regardé comme la figure principale du roman noir de la littérature romantique parce que la Mort, la décrépitude et la folie sont des thèmes fréquents dans ses textes. Son œuvre a influencé le roman d'horreur et la fantasy. H. P. Lovecraft affirme ainsi avoir été profondément influencé par l'œuvre de Poe.